# Kericho

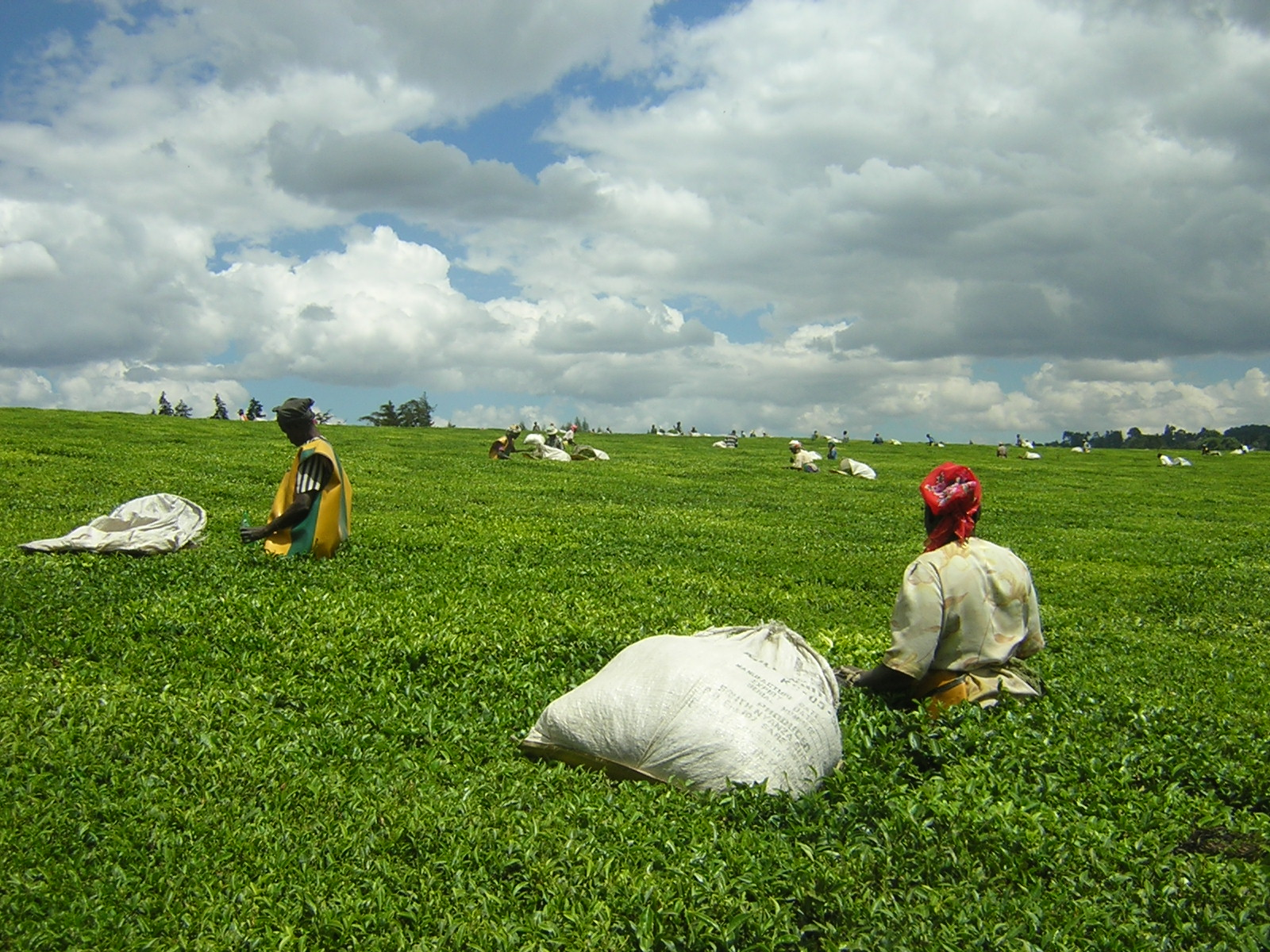
Teepflücker bei Kericho

Kericho ist die Hauptstadt des Kericho Countys in Kenia. Die Stadt ist das Zentrum des bedeutendsten Teeanbaugebietes des Landes. Die Stadt liegt 80 Kilometer südöstlich von Kisumu. In Kericho sind die Kipsigis beheimatet, die zum Volk der Kalendjin gehören.

## Verkehr
Von Kericho aus führen drei große Highways nach Nakuru, nach Kisumu und nach Kisii. Buslinien fahren unter anderem nach Nakuru, Kisumu, Eldoret und Bomet. Kericho verfügt über einen Bahnhof. Zehn Kilometer von Kericho entfernt gibt es einen kleinen Flughafen für Charterflüge, Kerenga Aerodrome.
Am 29. März 2000 ereignete sich nahe dem Ort ein schwerer Busunfall, bei dem mehr als 100 Personen getötet wurden.

## Infrastruktur
Kericho verfügt über eine Vielzahl an Schulen, Primary, Secondary und High Schools, sowie über sechs Colleges, darunter das Kenya Highlands Bible College, das Kenya Forestry College und das Kenya Institute of Management.

## Söhne und Töchter der Stadt
- Wilson Kiprugut (1938–2022), Leichtathlet
- Emmanuel Okombo Wandera (* 1942), kenianischer Geistlicher und emeritierter römisch-katholischer Bischof von Kericho
- Naftali Temu (Nabiba Naftali Temu) (1945–2003), kenianische Langstreckenläuferin und Olympiasieger (5000 m, 10.000 m; 1964 Tokio, 1968 Mexico)
- David Kimutai Rotich (* 1969), Geher
- Joyce Chepchumba (* 1970), Langstreckenläuferin
- James Shikwati (* 1970), kenianischer Ökonom
- Nicholas Kemboi (* 1983), katarisch-kenianischer Langstreckenläufer
- Edwin Cheruiyot Soi (* 1986), Langstreckenläufer
- Emily Cherotich Tuei (* 1986), Leichtathletin
- Ferguson Cheruiyot Rotich (* 1989), Leichtathlet
- Mercy Cherono (* 1991), Langstreckenläuferin
- Purity Kirui (* 1991), Hindernisläuferin
- Cherono Koech (* 1992), Mittelstreckenläuferin
- Ruth Chepngetich (* 1994), Langstreckenläuferin
- Caroline Chepkoech Kipkirui (* 1994), Mittel- und Langstreckenläuferin
- Eva Cherono (* 1996), Mittel- und Langstreckenläuferin
- Benard Kibet (* 1999), Langstreckenläufer
- Fancy Cherono (* 2001), Hindernisläuferin
- Winny Bii (* 2003), Leichtathletin